# 贝萨里翁

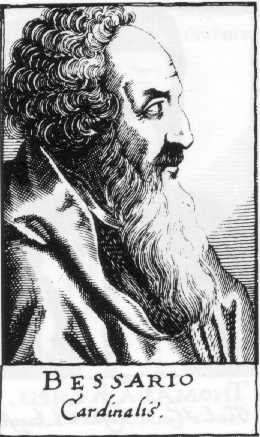
贝萨里翁枢机

贝萨里翁（希臘語：Βασίλειος Βησσαρίων，转写：Basilios Bessarion，1403年1月2日—1472年11月18日）文艺复兴时东罗马人文主义学者，任天主教会君士坦丁堡宗主教（1459年－1472年）。有时误作 Johannes Bessarion。

## 生平
贝萨里翁生于特拉布宗，生年有说1389年，1395年或1403年。
他于君士坦丁堡求学，并于1423年前往伯罗奔尼撒听格弥斯托士·卜列东讲解柏拉图。剃度出家后，取名“贝萨里翁”（源自旧时埃及隐修士，其事贝萨里翁主教曾有述及）。1437年，贝萨里翁被皇帝任命为尼西亚都主教。他曾随拜占庭皇帝約翰八世·帕里奧洛格斯访问意大利，以寻求东正教会和天主教会之间的合一，以及帮助抵御奥斯曼帝国。他属于倾向于合一的少数派，回到希腊后因此而遭人嫉恨。在后来召开的佛羅倫斯大公會議上，他支持罗马天主教而得到教宗恩仁四世的青睐，于1439年获擢升为枢机。
此后，他一直定居意大利，赞助学者，收集书卷，著书立说，倡导新学。他在罗马的公馆成为文艺复兴人文主义的学园，波焦·布拉喬利尼，菲莱尔福，库萨的尼古拉，雷乔蒙塔努斯等人都与他往来频繁。他也给到意大利避难的希腊人（学者和外交人员）提供赞助，交给他们抄写或翻译希腊文稿的工作，从而在西方开始了对希腊古典学研究。如 Theodore Gaza、特拉布宗的乔治、John Argyropoulos 等人都曾受惠于他。
他先后在 Siponto总教区，Sapina和弗拉斯卡蒂两个罗马城郊教区任主教。1455年选举Alonso de Borgia为新教宗嘉禮三世时，因对罗马奧爾西尼家族和科隆納家族两大家族人选之间的竞争并不感兴趣，而使他成了另一候选。由于他的希腊背景，受到法国枢机Alain de Coëtivy的反对。“枢机们害怕的未必是他的希腊式的培养或者他的性格，而是他的禁欲主义和改革教会的热诚。”（Francis A. Burkle-Young）
1463年，人文主义者Aeneas Silvius Piccolomini，当时的教宗庇护二世授予他虚衔君士坦丁堡宗主教。自1463年任樞機團團長后，他主持过1464年和1471年两次教宗选举秘密會議。1450年至1455年间，他任驻博洛尼亚的教廷使节，多次出访外国。1471年他会见路易十一时受到冒犯。翌年（1472年）11月19日，贝萨里翁于拉文納逝世。
贝萨里翁藏有大量希腊文手抄本，于1468年捐献给威尼斯的议会，成为后来圣马可图书馆。

## 著作

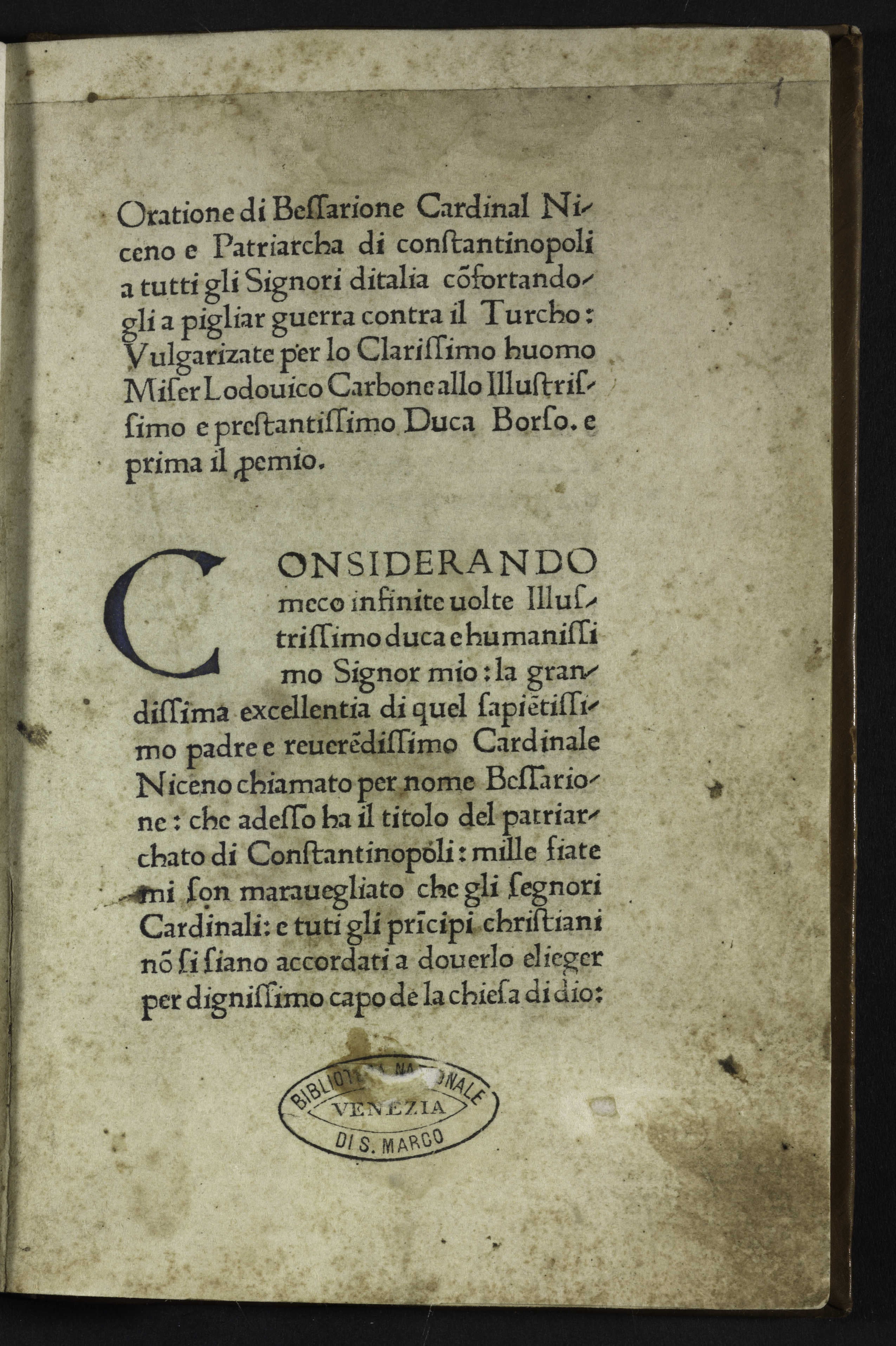
Epistolae et orationes, 1471

贝萨里翁作为当时著名学者，译有亚里士多德的《形而上学》及色诺芬的《回憶蘇格拉底》。
- In Calumniatorem Platonis'（《驳谤柏拉图》），罗马1469年版。他最重要的著作是他对特拉布宗的乔治的反驳。乔治是亚里士多德主义者曾攻击柏拉图学说。尽管他是柏拉图主义者，但并不像格弥斯托士·卜列东那样彻底，而试图调和两种哲学。
- Orationes de bello Turcis inferendo（《土耳其战争》），Paris 1471 edition。